# Laxenecera dasypoda
Laxenecera dasypoda là một loài ruồi trong họ Asilidae. Laxenecera dasypoda được Speiser miêu tả năm 1910. Loài này phân bố ở vùng nhiệt đới châu Phi.